# يوماري، سيارا
يوماري بلدية في ولاية سيارا في المنطقة الشمالية الشرقية من البرازيل.